# Scorpaeniformes
Ordre
Les Scorpaeniformes (scorpéniformes en français) sont un ordre de poissons à nageoires rayonnées. Parmi les espèces communes, on trouve les grondins, rascasses, poissons-scorpions, poissons-pierres, ou encore le lompe.

## Caractéristiques
Le mot vient du grec « scorpios », qui signifie scorpion, probablement du fait que de nombreuses espèces groupées dans cet ordre possèdent des glandes à venin reliées aux rayons de certaines de leurs nageoires. Ce venin est parfois très dangereux pour les humains, notamment dans le cas du poisson-pierre (Synanceia verrucosa). Ils sont caractérisés par des nageoires aux rayons très rigides (souvent modifiés en aiguillons) et une cuirasse osseuse recouvrant la tête. Ce sont des poissons trapus à la bouche large, dont la plupart chassent à l'affût, souvent dissimulés sur le substrat.

## Liste des taxons inférieurs

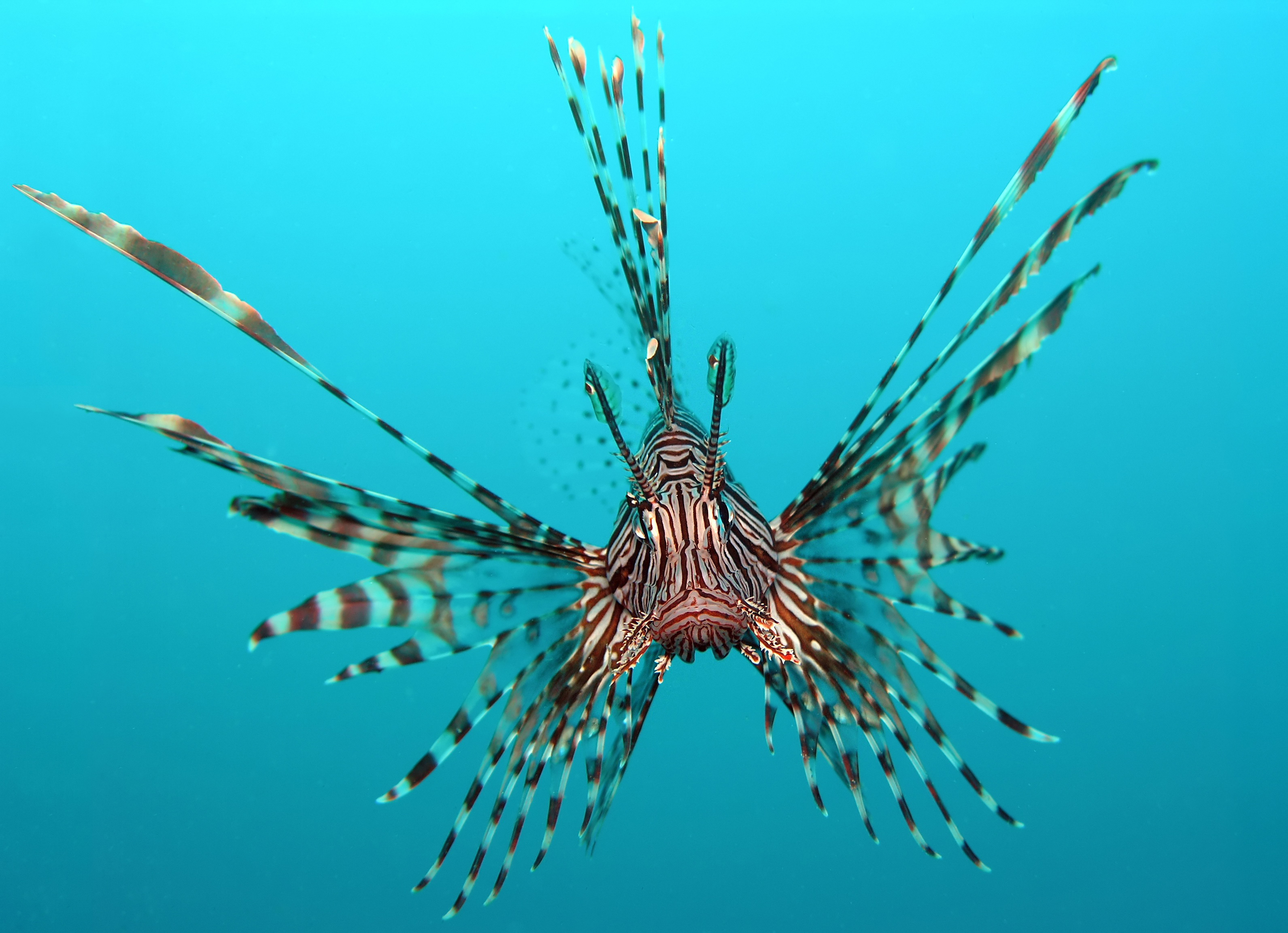
Pterois volitans.

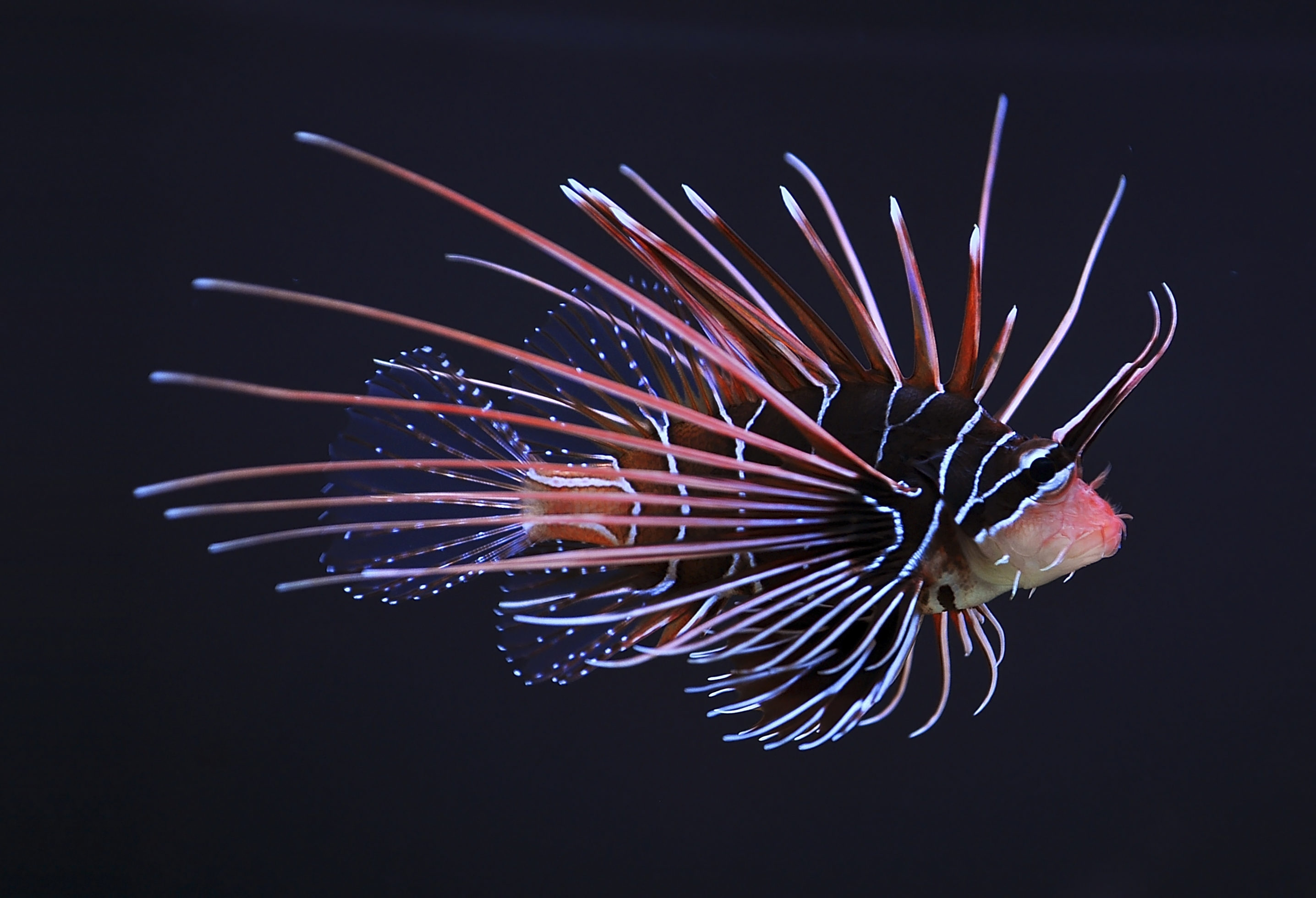
Rascasse volante étoilée (Pterois radiata).

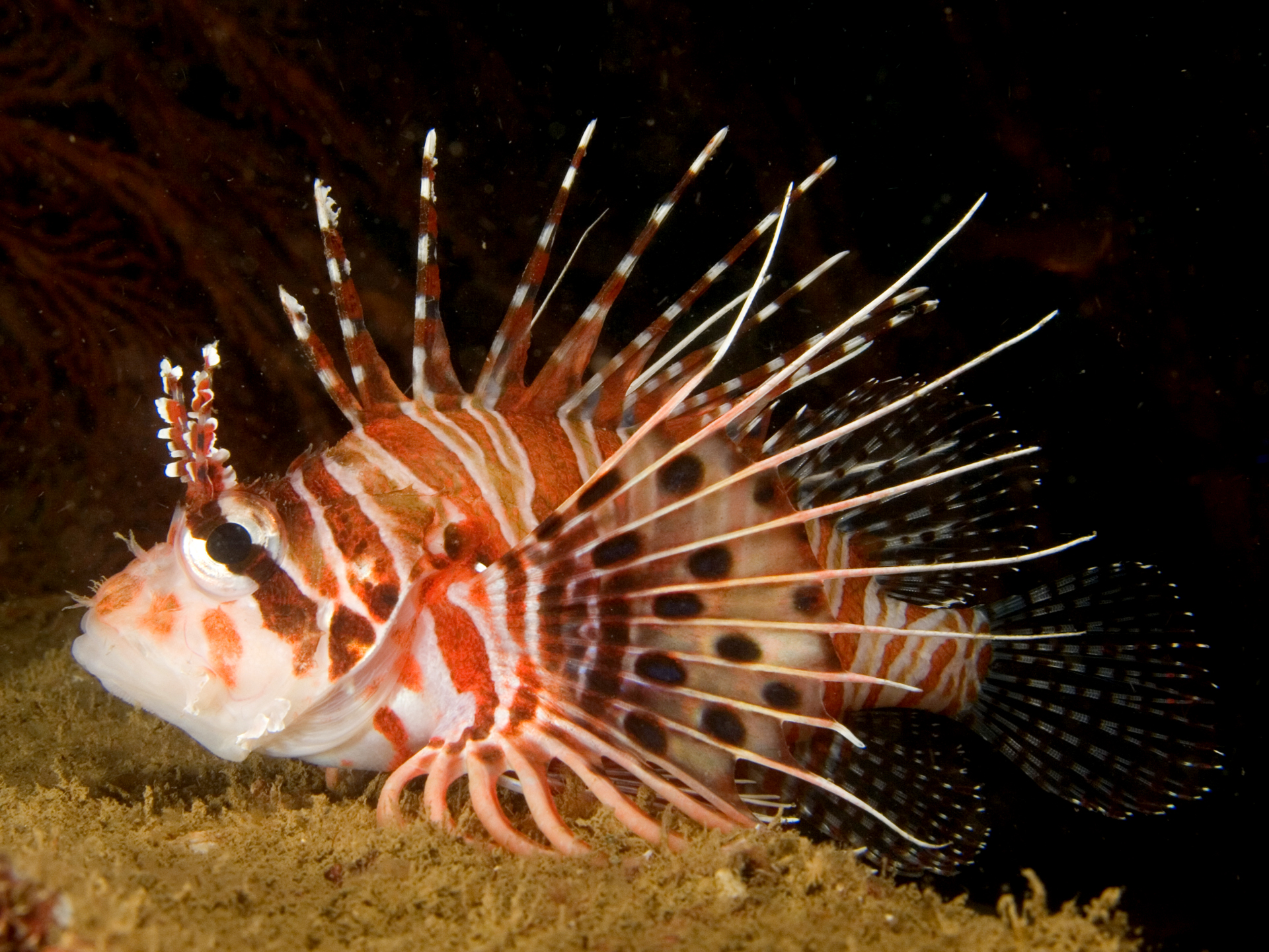
Poisson diable (Pterois antennata).

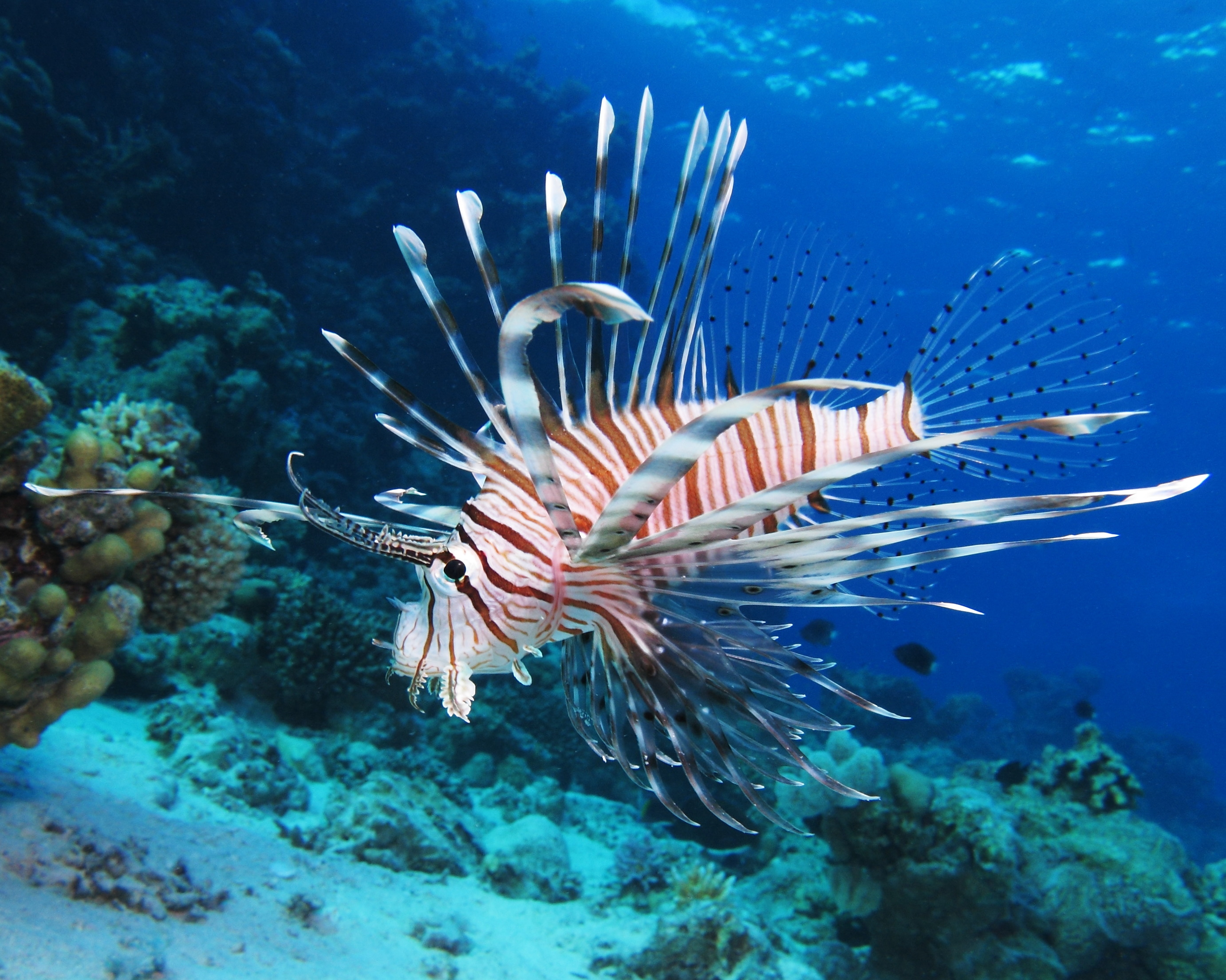
Rascasse volante (Pterois miles).

| Selon World Register of Marine Species (10 mars 2014) : ordre Scorpaeniformes - sous-ordre Anoplopomatoidei - famille Anoplopomatidae Jordan & Gilbert, 1883 - sous-ordre Cottoidei - famille Abyssocottidae Berg, 1907 - famille Agonidae Swainson, 1839 - famille Bathylutichthyidae Balushkin & Voskoboynikova, 1990 - famille Comephoridae Bonaparte, 1850 - famille Cottidae Bonaparte, 1831 - famille Cottocomephoridae Berg, 1906 - famille Cyclopteridae Bonaparte, 1831 -- lompes - famille Ereuniidae Jordan & Snyder, 1901 - famille Hemitripteridae Gill, 1865 - famille Liparidae Gill, 1861 -- limaces de mer - famille Psychrolutidae Günther, 1861 -- « blobfishes » - famille Rhamphocottidae Jordan & Gilbert, 1883 - sous-ordre Dactylopteroidei - famille Dactylopteridae Gill, 1861 -- grondins volants - sous-ordre Hexagrammoidei - famille Hexagrammidae Jordan, 1888 - sous-ordre Normanichthyiodei - famille Normanichthyidae Clark, 1937 - sous-ordre Platycephaloidei - famille Bembridae Kaup, 1873 - famille Hoplichthyidae Kaup, 1873 - famille Parabembridae Jordan & Hubbs, 1925 - famille Peristediidae Jordan & Gilbert, 1883 - famille Platycephalidae Swainson, 1839 -- poissons-crocodiles - famille Plectrogeniidae Fowler, 1938 - famille Triglidae Rafinesque, 1815 -- grondins volants - sous-ordre Scorpaenoidei -- poissons-scorpions et apparentés - famille Apistidae Gill, 1859 - famille Aploactinidae Jordan & Starks, 1904 - famille Congiopodidae Gill, 1889 - famille Eschmeyeridae Mandrytsa, 2001 - famille Gnathanacanthidae Gill, 1892 - famille Neosebastidae Matsubara, 1943 - famille Pataecidae Gill, 1872 - famille Perryenidae Honma, Imamura & Kawai, 2013 - famille Scorpaenidae Risso, 1827 -- rascasses - famille Sebastidae Kaup, 1873 - famille Setarchidae Matsubara, 1943 - famille Synanceiidae Swainson, 1839 -- poissons-pierres - famille Tetrarogidae Smith, 1949 - famille Zanclorhynchidae Mandrytsa, 2001 | Selon FishBase (10 mars 2014) : - famille Abyssocottidae - famille Agonidae - famille Anoplopomatidae - famille Apistidae (non reconnu par ITIS, qui place ses genres dans Scorpaenidae) - famille Aploactinidae - famille Bathylutichthyidae - famille Bembridae - famille Caracanthidae - famille Comephoridae - famille Congiopodidae - famille Cottidae - famille Cottocomephoridae (non reconnu par ITIS qui place ses genres dans Cottidae) - famille Cyclopteridae - famille Dactylopteridae - famille Ereuniidae - famille Eschmeyeridae - famille Gnathanacanthidae - famille Hemitripteridae - famille Hexagrammidae - famille Hoplichthyidae - famille Liparidae - famille Neosebastidae (non reconnu par ITIS, qui place ses genres dans Scorpaenidae) - famille Normanichthyidae - famille Parabembridae (non reconnu par ITIS qui place ses genres dans Bembridae) - famille Pataecidae - famille Peristediidae (non reconnu par ITIS qui place ses genres dans Triglidae) - famille Platycephalidae - famille Plectrogenidae (non reconnu par ITIS qui place ses genres dans Scorpaenidae) - famille Psychrolutidae - famille Rhamphocottidae Gill, 1888 - famille Scorpaenidae - famille Sebastidae (non reconnu par ITIS, qui place ses genres dans Scorpaenidae) - famille Setarchidae (non reconnu par ITIS, qui place ses genres dans Scorpaenidae) - famille Synanceiidae (non reconnu par ITIS, qui place ses genres dans Scorpaenidae) - famille Tetrarogidae (non reconnu par ITIS, qui place ses genres dans Scorpaenidae et Aploactinidae) - famille Triglidae |

Selon Paleobiology Database (3 mars 2019) :
- sous-ordre Dactylopteroidei
  - famille † Pterygocephalidae Agassiz[7], 1839

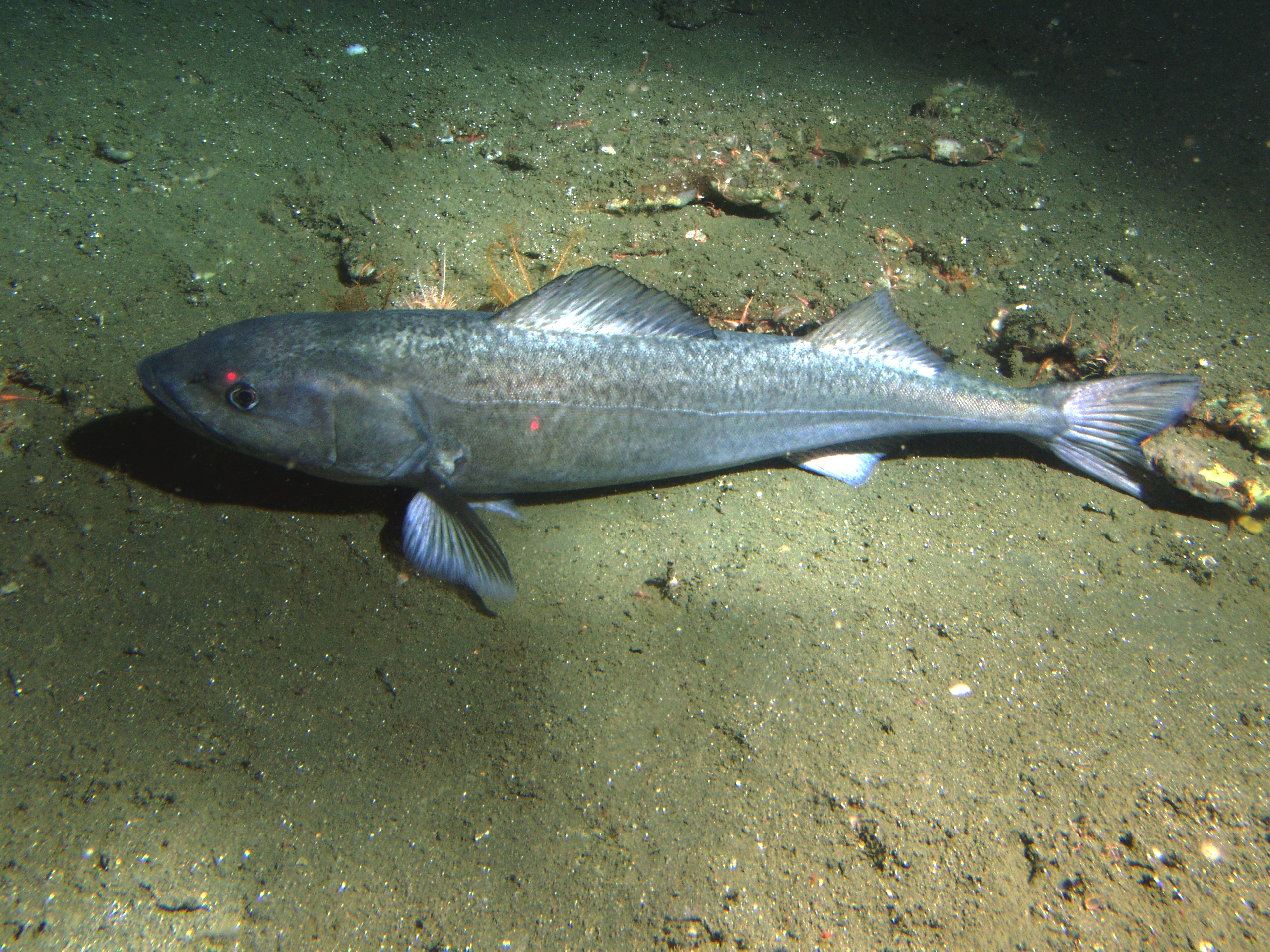
Anoplopoma fimbria, un Anoplopomatidae.
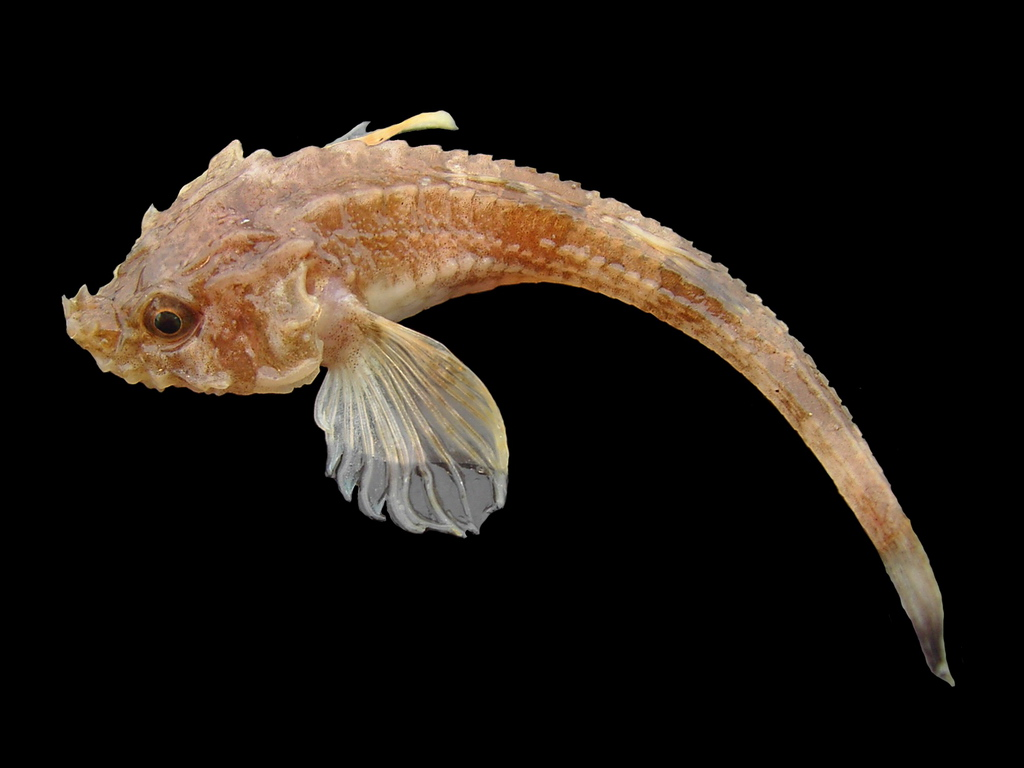
Agonus cataphractus, un Agonidae.
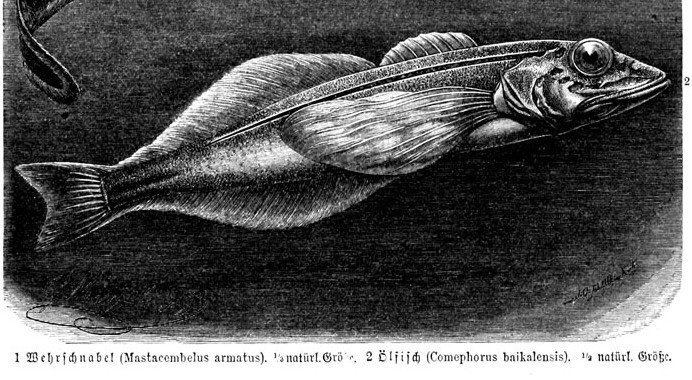
Comephorus baikalensis, l'unique Comephoridae.
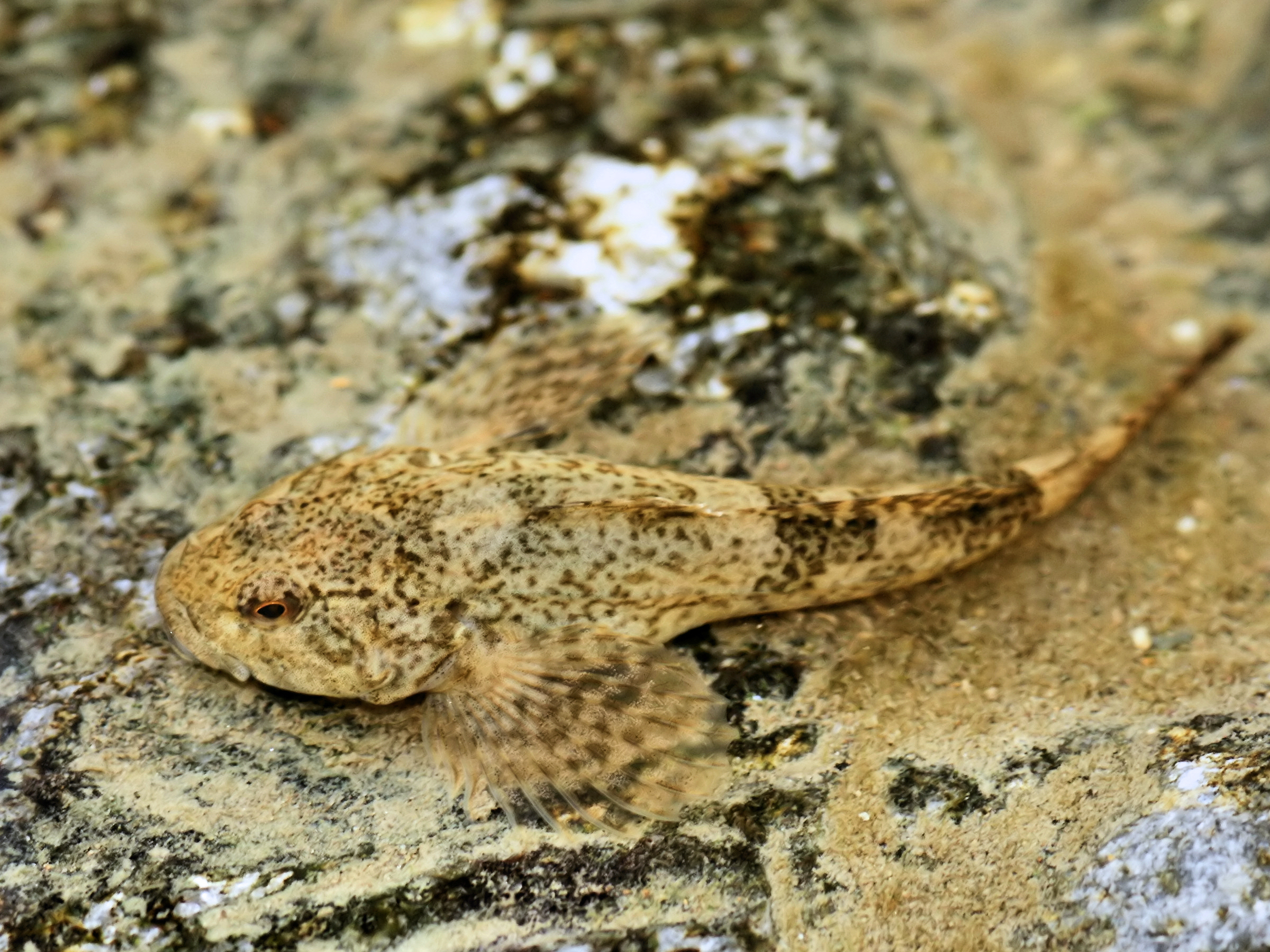
Cottus gobio, un Cottidae.
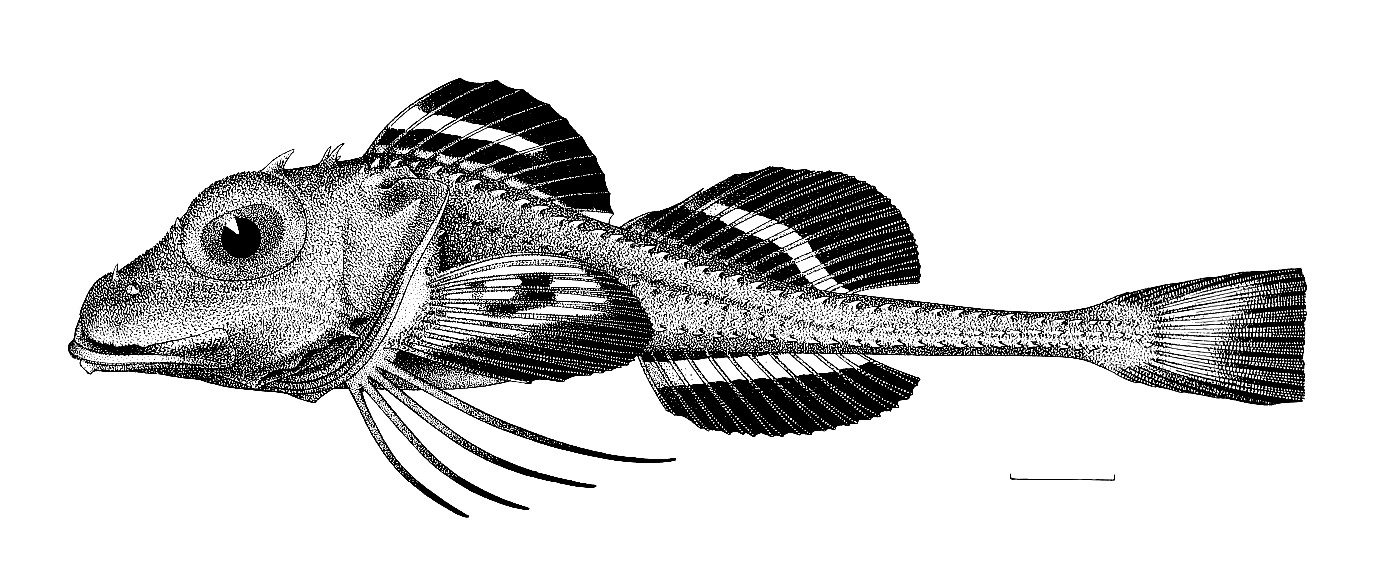
Ereunias grallator, un Ereuniidae.
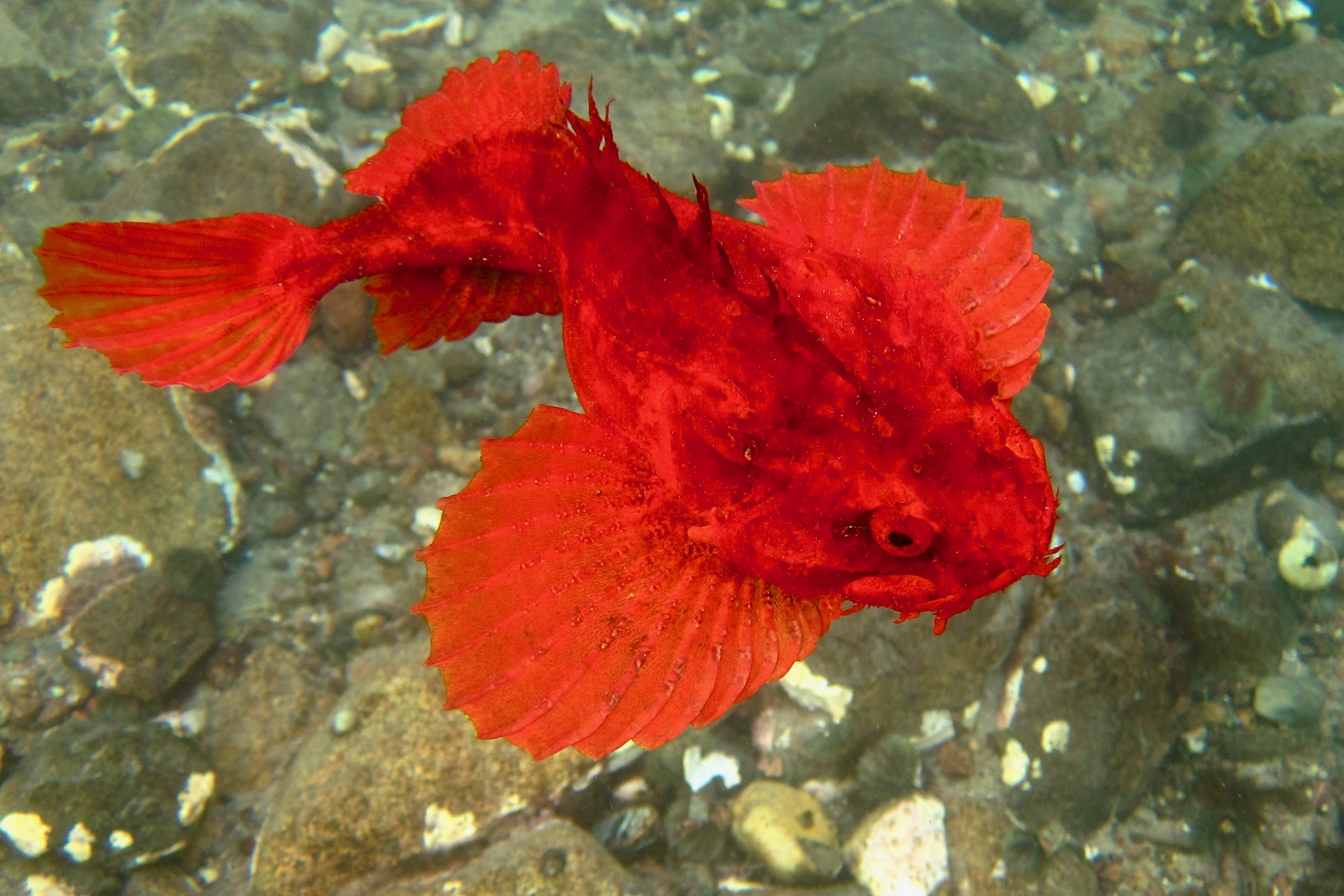
Hemitripterus americanus, un Hemitripteridae.
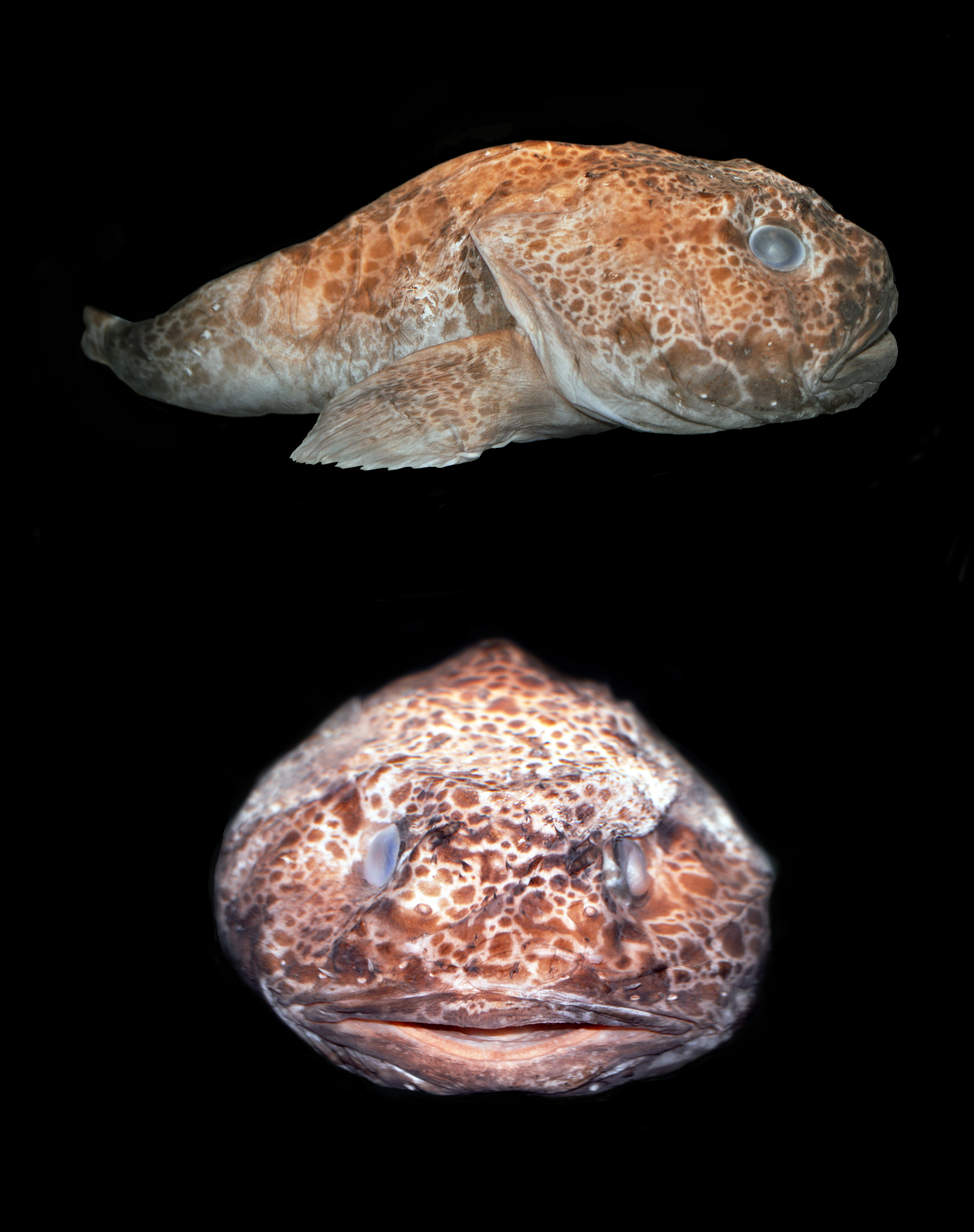
Ambophthalmos angustus, un Psychrolutidae.
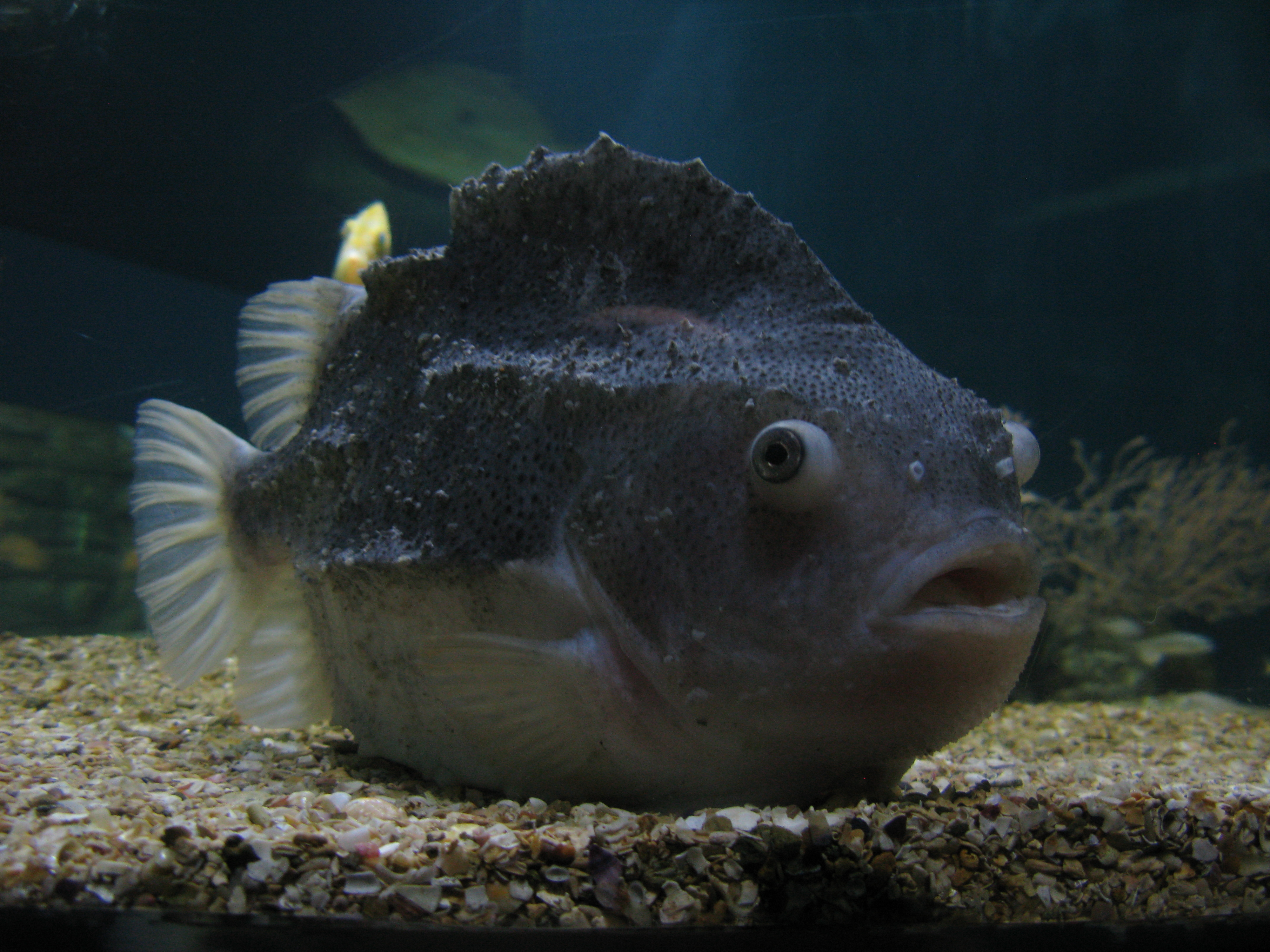
Cyclopterus lumpus, un Cyclopteridae.
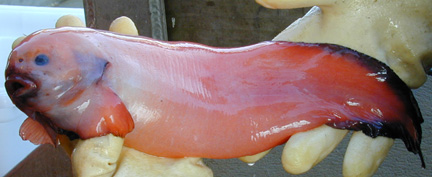
Elassodiscus tremebundus, un Liparidae.
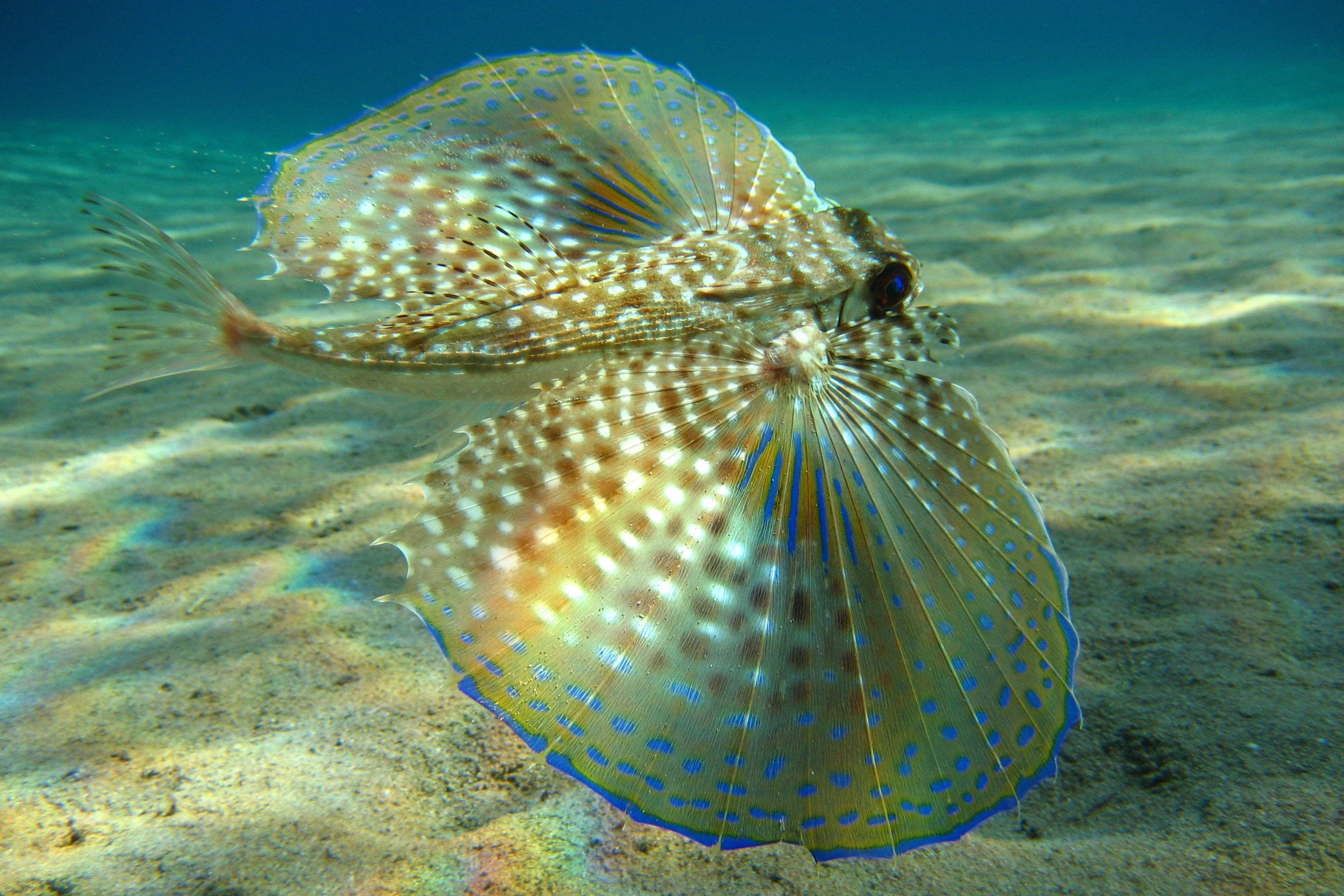
Dactylopterus volitans, un Dactylopteridae.
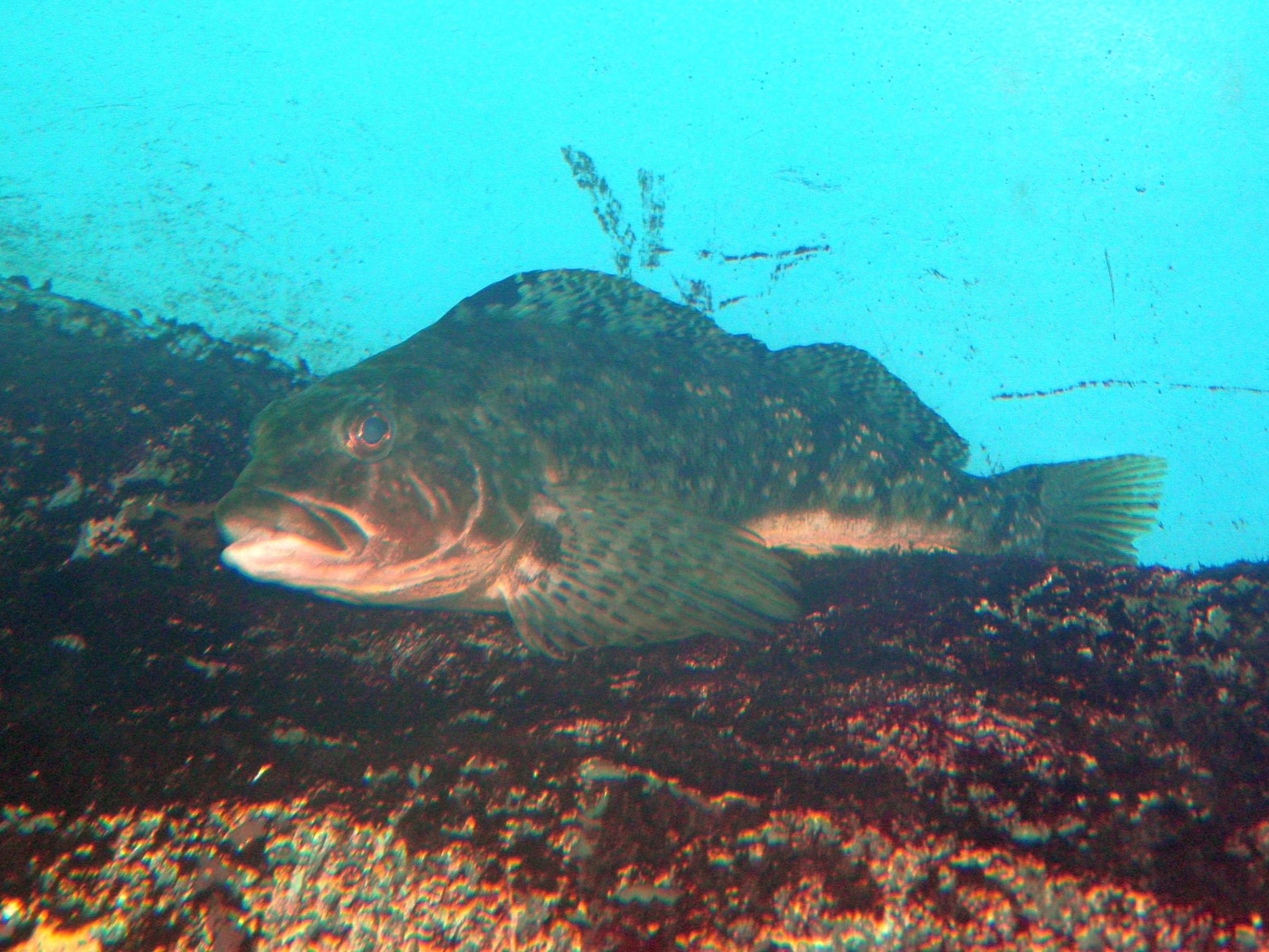
Hexagrammos agrammus, un Hexagrammidae.
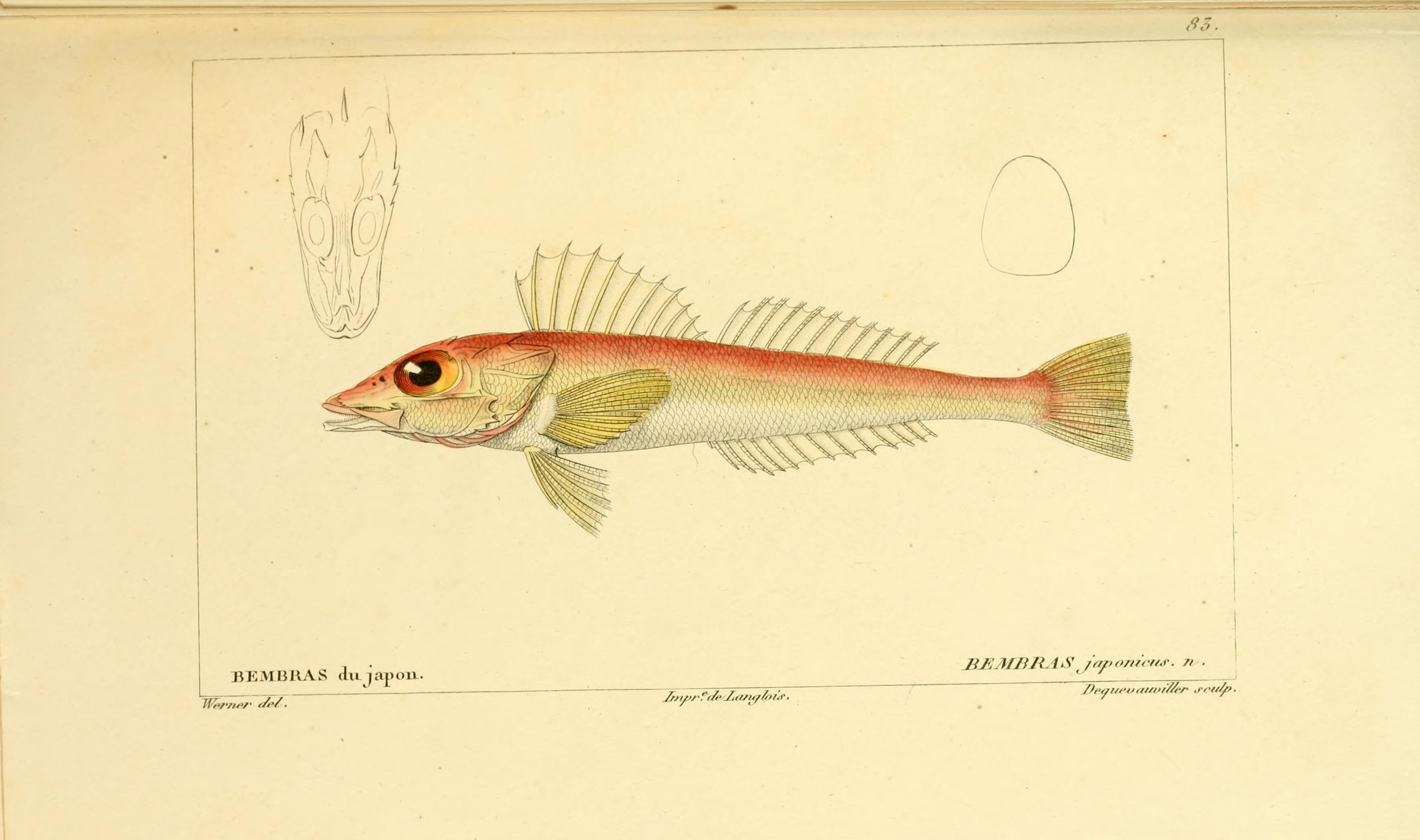
Bembras japonica, un Bembridae.
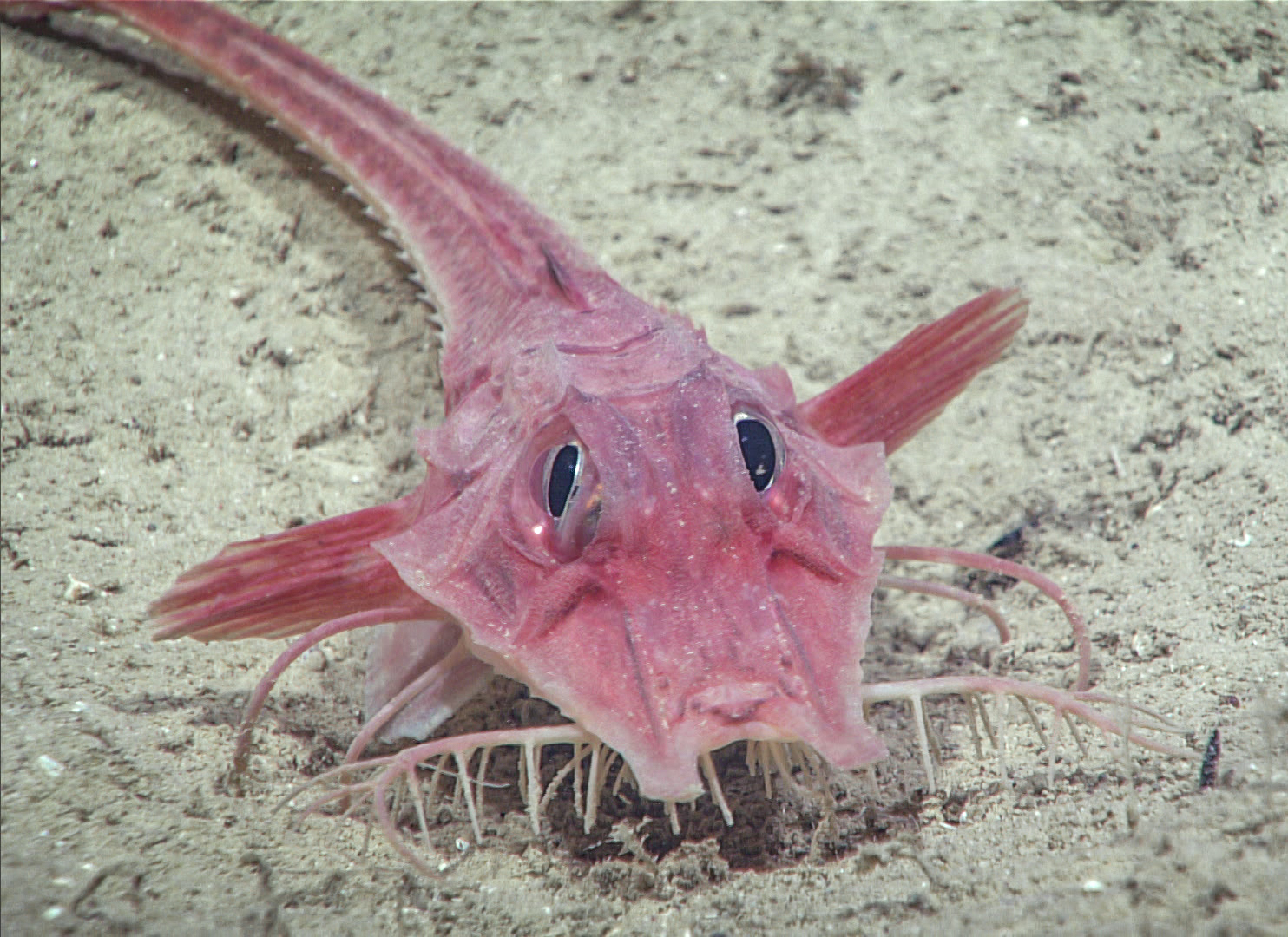
Un Peristediidae.
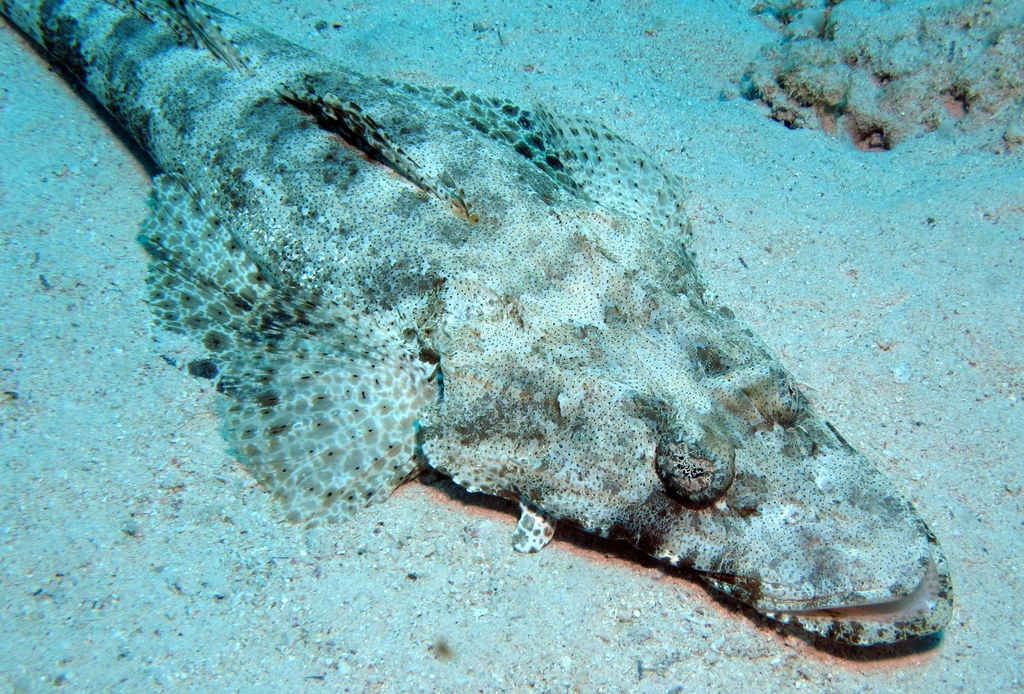
Papilloculiceps longiceps, un Platycephalidae.
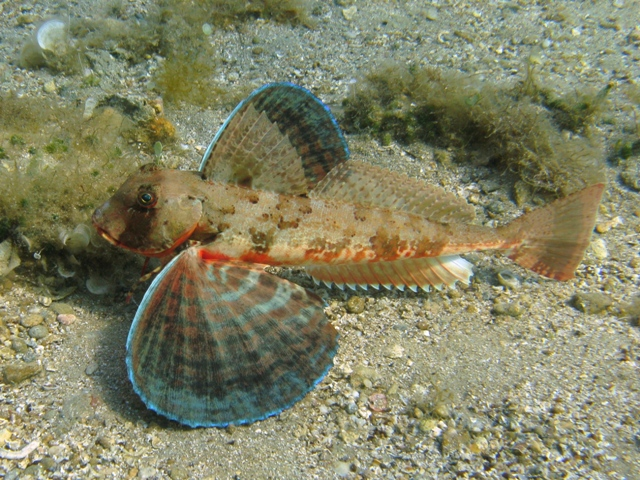
Chelidonichthys lastoviza, un Triglidae.
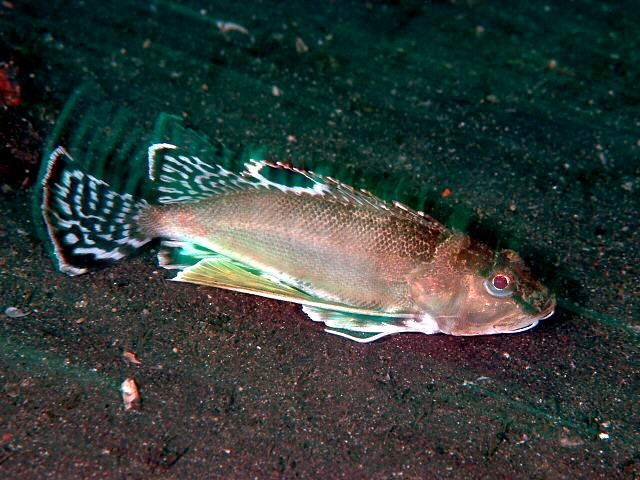
Apistus carinatus, un Apistidae.
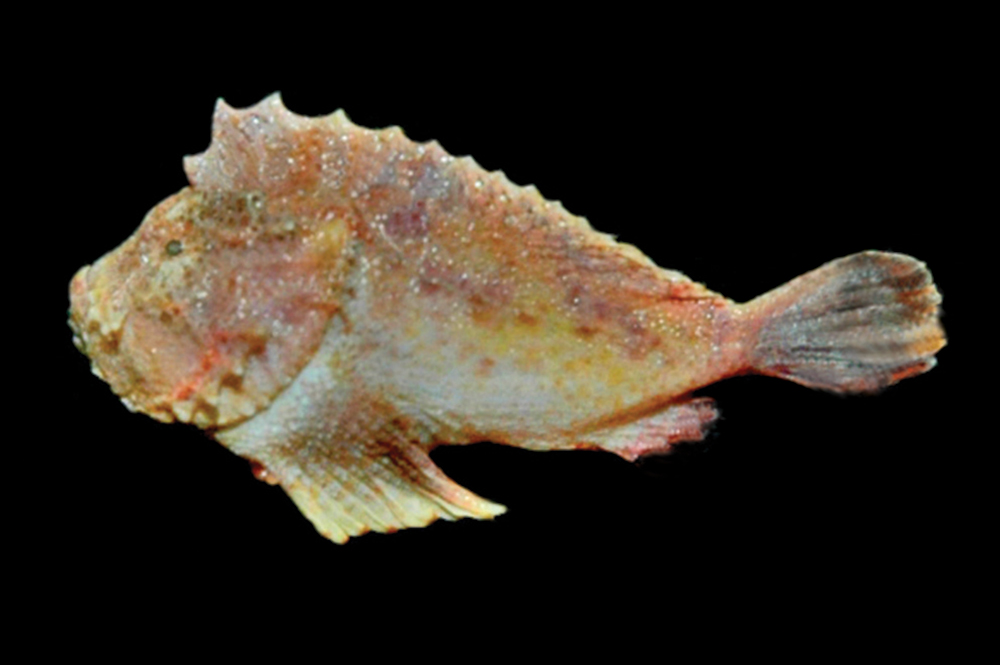
Kanekonia queenslandica, un Aploactinidae.
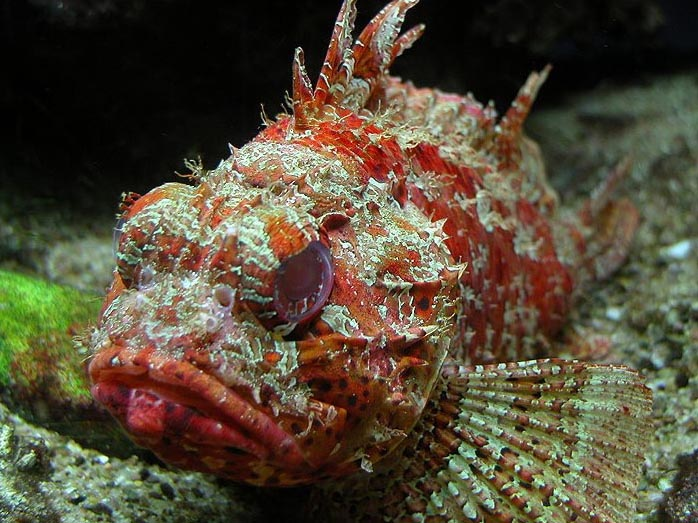
Scorpaena scrofa, un Scorpaenidae.
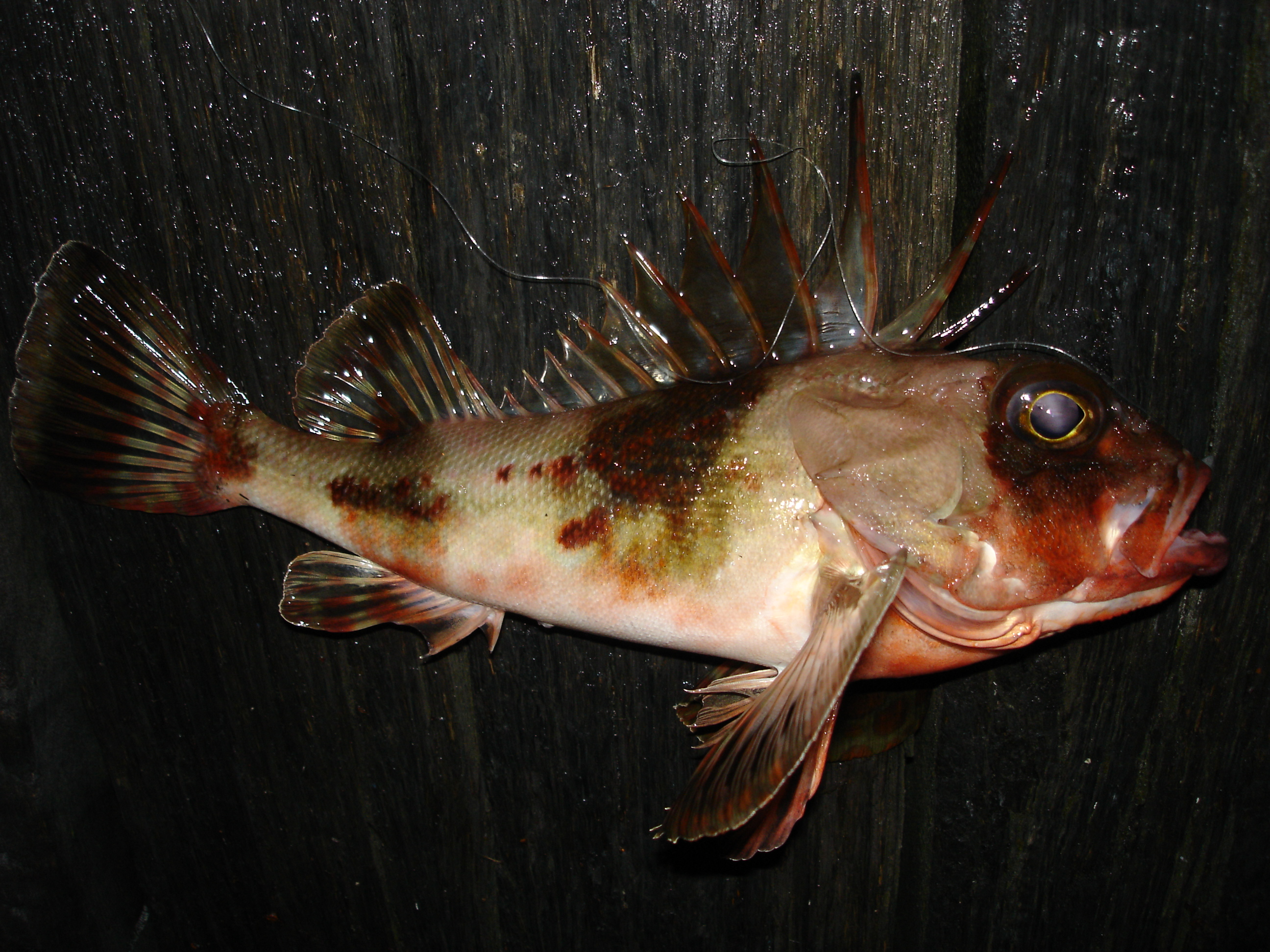
Neosebastes thetidis, un Neosebastidae.
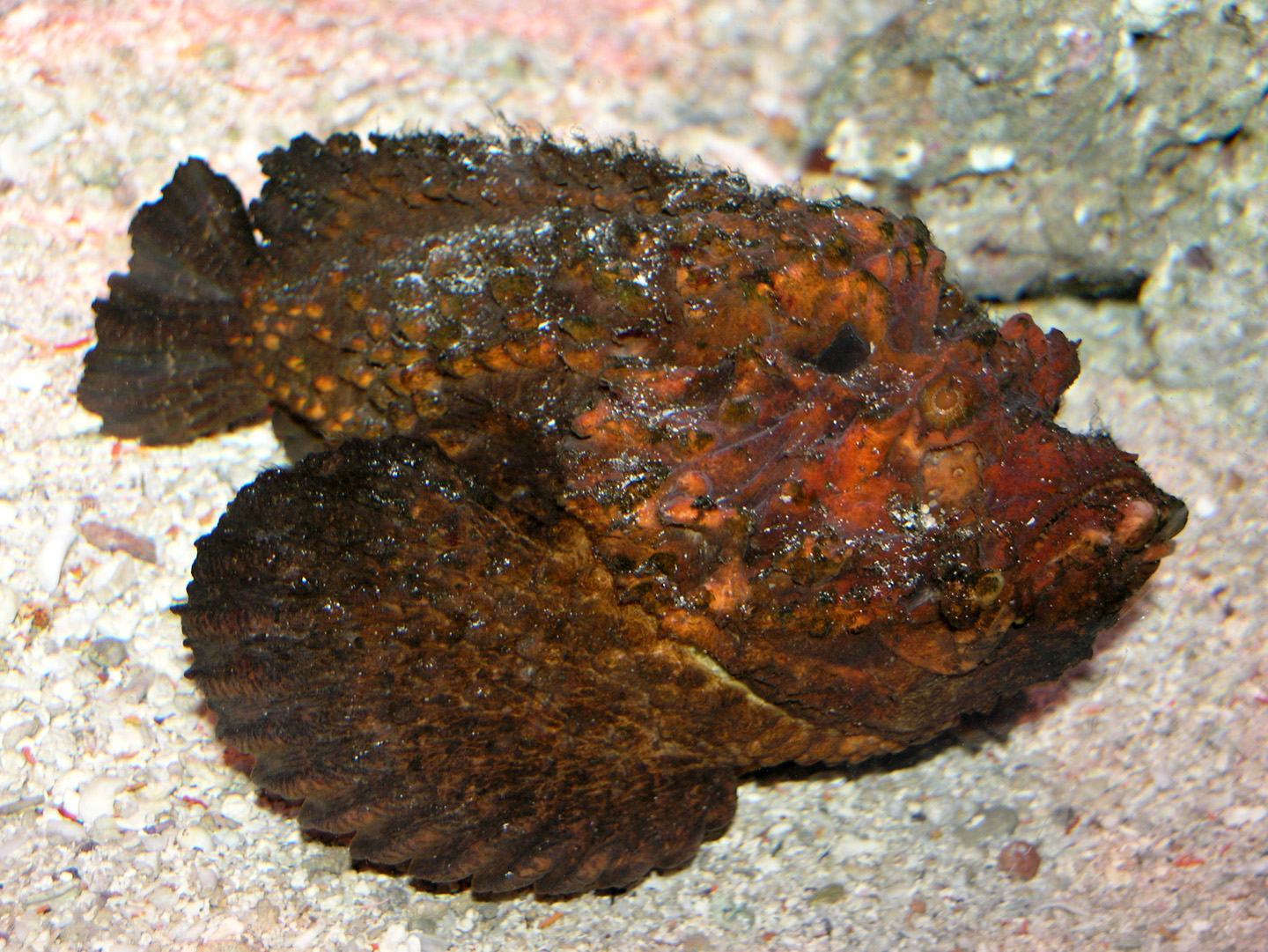
Synanceia verrucosa (« poisson-pierre »), un Synanceiidae.
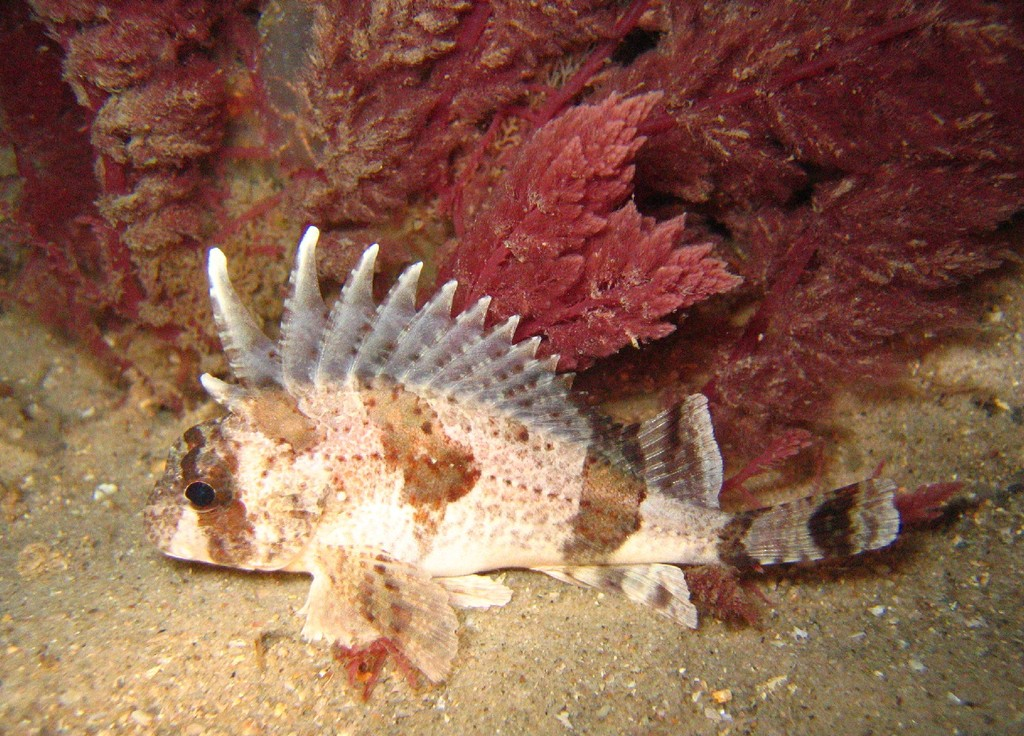
Centropogon australis, un Tetrarogidae.